# Asesinato de Peter Connelly
Peter Connelly (también conocido como "Bebé P", "Niño A", 1 de marzo de 2006 - 3 de agosto de 2007, y "Bebé Peter") fue un niño inglés de 17 meses que murió en Londres en 2007 después de sufrir más de cincuenta lesiones en un período de ocho meses, durante el cual fue visto en repetidas ocasiones por los servicios para niños del distrito londinense de Haringey y por profesionales del Servicio Nacional de Salud (NHS). El verdadero nombre del Bebé P fue revelado como "Peter" en la conclusión del posterior juicio que se siguió al novio de la madre de Peter, acusado de violar a un niño de dos años. Su identidad completa se reveló cuando se informó quienes eran sus asesinos después de la expiración de una orden judicial de anonimato el 10 de agosto de 2009.
El caso causó conmoción y preocupación entre el público y el Parlamento, en parte debido a la magnitud de las lesiones de Peter, y en parte porque Peter había vivido en el distrito londinense de Haringey, al norte de Londres, bajo las mismas autoridades de bienestar infantil que ya habían fallado siete años antes en el caso de Victoria Climbié. Esto condujo a una investigación pública que llevó a que se implementaran medidas para evitar que ocurrieran casos similares. 
La madre de Peter, Tracey Connelly, su novio Steven Barker y Jason Owen (más tarde revelado como el hermano de Barker) fueron condenados por causar o permitir la muerte de un niño, la madre se declaró culpable del cargo. Una orden judicial emitida por el Tribunal Superior de Inglaterra había impedido la publicación de la identidad del Bebé P; esta orden fue levantada el 1 de mayo de 2009 por el juez del Justice Coleridge. Se otorgó una orden solicitada por el Consejo de Haringey para detener la publicación de las identidades de su madre y su novio, pero expiró el 10 de agosto de 2009.
Los servicios de protección infantil de Haringey y otras agencias fueron ampliamente criticados. Después de la condena, se iniciaron tres consultas y una revisión nacional de la atención de los servicios sociales, y el Jefe de Servicios para Niños en Haringey fue sustituido por orden del ministro del gobierno. Lord Laming realizó otra revisión a nivel nacional sobre sus propias recomendaciones sobre el asesinato de Victoria Climbié en 2000. La muerte también fue objeto de debate en la Cámara de los Comunes.

## Biografía
Tracey Connelly dio a luz a Peter el 1 de marzo de 2006. En noviembre, el nuevo novio de Connelly, Steven Barker, se fue a vivir con ella. En diciembre, un médico de medicina general notó contusiones en la cara y el pecho de Peter. Su madre fue arrestada y Peter fue puesto al cuidado de un amigo de la familia, pero regresó a su casa al cuidado de su madre en enero de 2007. Durante los siguientes meses, Peter ingresó en el hospital en dos ocasiones y sufrió heridas que incluyeron hematomas, rasguños e hinchazón en un lado de la cabeza. Connelly fue arrestada nuevamente en mayo de 2007.
En junio de 2007, un trabajador social observó marcas en Peter e informó a la policía. Un examen médico concluyó que el hematoma era el resultado del maltrato infantil. El 4 de junio, el bebé fue colocado con un amigo de la familia para protegerlo. El 25 de julio, el Servicio de Niños y Jóvenes del Consejo de Haringey obtuvo asesoramiento legal que indicaba que "no se cumplían los límites para iniciar los Procedimientos de Atención".
El 1 de agosto de 2007, Peter fue visto en el Hospital St. Ann's en el norte de Londres por el pediatra local Dr. Sabah Al-Zayyat. Las graves lesiones, incluida la fractura de espalda y las costillas rotas, no fueron detectadas, y el informe de la autopsia creía que estas eran anteriores al examen de Al-Zayyat. Un día después, la madre de Peter fue informada de que no sería procesada.
Al día siguiente, llamaron a una ambulancia y encontraron a Peter en su cuna, azul y vestido solo con un pañal. Después de los intentos de reanimación, fue llevado al Hospital North Middlesex con su madre, pero fue declarado muerto a las 12:20 p. m.. Una autopsia reveló que se había tragado un diente después de ser golpeado. También tenía la espalda rota, costillas rotas, dedos mutilados y le faltaban uñas.
La policía comenzó inmediatamente una investigación de asesinato y la madre de Peter fue arrestada. También fueron arrestados Steven Barker, su hermano Jason Owen y la novia de Owen, de 15 años, que huyeron y se escondieron en un campamento en Epping Forest.

## Juicios
El 11 de noviembre de 2008, Owen, de 36 años, y su hermano Barker, de 32, fueron declarados culpables de "causar o permitir la muerte de un niño o una persona vulnerable". Connelly, de 27 años, ya se había declarado culpable de este cargo. Anteriormente en el juicio, Owen y Connelly habían sido absueltos de asesinato por falta de pruebas. Barker fue declarado inocente de asesinato por un jurado.
En abril de 2009 tuvo lugar un segundo juicio, cuando Connelly y Barker, bajo seudónimos, se enfrentaron a cargos relacionados con la violación de una niña de dos años. La niña también estaba en el registro de protección infantil de Haringey. Barker fue declarado culpable de violación, mientras que Connelly fue declarada no culpable de cargos de crueldad infantil. Sus abogados defensores argumentaron que este segundo juicio había sido socavado por blogueros que publicaron información que los vinculaba con la muerte de Peter, lo que podría haber cargado de prejuicios al jurado.
La sentencia de ambos juicios a la vez tuvo lugar el 22 de mayo de 2009 en el Old Bailey. Connelly recibió una sentencia de "encarcelamiento por protección pública" y ordenó que fuera encarcelada indefinidamente hasta que "ya no se considere un riesgo para las personas y en particular para los niños pequeños", con un plazo mínimo de cinco años. Barker fue sentenciado a cadena perpetua por la violación, con una pena mínima de diez años, y una sentencia de 12 años por su papel en la muerte de Peter, para ser cumplida simultáneamente. Owen también fue encarcelado indefinidamente, con un período mínimo de tres años. El presidente ejecutivo de la Sociedad Nacional para la Prevención de la Crueldad contra los Niños (NSPCC) criticó las sentencias como demasiado indulgentes, y el fiscal general consideró remitirlas al Tribunal de Apelaciones para su revisión, concluyendo que "no había una perspectiva realista" de que el Tribunal de Apelaciones aumentara las condenas. Los tres apelaron contra sus condenas, Barker contra las evidencias y las sentencias.
La sentencia de Owen fue cambiada en apelación a un término fijo de seis años. Fue puesto en libertad en agosto de 2011, pero luego fue devuelto a prisión.[¿cuándo?][¿Por qué?] Connelly fue liberada bajo licencia en 2013, pero regresó a prisión en 2015 por violar su libertad condicional; dejó de ser elegible para revisión por dos años. A Barker se le rechazó una solicitud de libertad condicional en agosto de 2017.

## Consecuencias

### Consulta interna
El Consejo de Haringey inició una revisión de caso grave de auditoría interna (SCR) después de la muerte de Peter. Después de la finalización del caso judicial, solo se dio al público un resumen de gestión. El informe completo se mantuvo confidencial, y solo algunos empleados del Consejo de Haringey y los concejales de Haringey tenían permitido el acceso. Se pidió a los dos parlamentarios locales cuyas circunscripciones cubrían a Haringey (Lynne Featherstone y David Lammy), al líder de la oposición Robert Gorrie y portavoz de la oposición de los Servicios Infantiles, que firmasen un acuerdo de confidencialidad para consultar el documento. Ed Balls condenó la revisión del caso y pidió un segundo informe con un juez independiente.
El Mail on Sunday del 15 de marzo de 2009 informó que tenía los detalles de la auditoría del caso. El artículo afirmaba que el resumen de gestión de la auditoría entraba en contradicción u omitía detalles sobre cómo se había manejado el caso y el alcance de las lesiones sufridas por Peter. Además, había habido situaciones mal manejadas por los funcionarios, reuniones no realizadas y otras retrasadas, falta de comunicación entre los funcionarios y falta de seguimiento de las decisiones relacionadas con la seguridad del niño. También advirtió, entre otras cuestiones, que los funcionarios no habían cumplido con la obligación de obtener una orden de cuidado provisional que habría sacado a Peter de su hogar cuando acordaron que existían motivos legales para hacerlo seis meses antes de su muerte; funcionarios clave tampoco asistieron a una reunión del 25 de julio de 2007 convocada con la intención de decidir si era necesario sacar a Peter de la casa de su madre en ese momento.

### Informes externos y consultas
La parlamentaria Lynne Featherstone criticó al Consejo de Haringey y escribió: "Me reuní personalmente con George Meehan e Ita O'Donovan, líder y director ejecutivo del Consejo de Haringey, para plantear tres casos diferentes, donde el comportamiento era que, en cada caso, Haringey parecía querer culpar a cualquiera que se quejase en lugar de atender las quejas en serio. Se me prometió acción, pero a pesar de las repetidas solicitudes posteriores de noticias sobre el progreso, simplemente fui ignorada".
Tres trabajadores del consejo, incluido un abogado de alto rango, recibieron advertencias por escrito sobre sus actuaciones.
El Consejo Médico General (GMC) examinó por separado los comportamientos de dos médicos: el Dr. Jerome Ikwueke, el médico de cabecera, y el Dr. Sabah Al-Zayyat, el pediatra que examinó a Peter dos días antes de su muerte. Aunque el Dr. Ikwueke había remitido a Peter dos veces a especialistas del hospital, el Dr. Ikwuekefue suspendido por 18 meses. El Dr. Al-Zayyat, acusado de no detectar sus heridas, fue suspendido en espera de una investigación. Su contrato con el Hospital Great Ormond Street, responsable de los servicios infantiles en Haringey, también fue rescindido.
Ed Balls, Secretario de Estado para Niños, Escuelas y Familias, ordenó una investigación externa sobre los Servicios Sociales del Consejo Haringey. La investigación no fue para examinar el caso 'Baby P' explícitamente, sino para ver si los Servicios Sociales de Haringey seguían los procedimientos correctos en general. Este informe fue presentado a los ministros el 1 de diciembre de 2008. Durante una conferencia de prensa ese día, el ministro anunció que, en una acción inusual, había usado poderes especiales para separar a Sharon Shoesmith de su puesto como jefa de servicios para niños en el Consejo de Haringey. Esta rechazó la petición de renuncia, diciendo que quería continuar apoyando a su personal durante las investigaciones, y fue despedida el 8 de diciembre de 2008 por el Consejo de Haringey, sin ninguna compensación. Posteriormente, Shoesmith interpuso acciones legales contra Ed Balls, Ofsted y el Consejo de Haringey, alegando que las decisiones que llevaron a su destitución fueron injustas. El Tribunal Superior desestimó este recurso en abril de 2010, aunque Shoesmith todavía tenía derecho a iniciar una acción por despido improcedente en un tribunal de trabajo. En mayo de 2011, la apelación de Shoesmith contra su despido tuvo éxito en la Corte de Apelaciones; el Departamento de Educación y el Consejo de Haringey dijeron que tenían la intención de apelar ante la Corte Suprema contra esta decisión. Sus solicitudes de permiso para apelar ante el Tribunal Supremo fueron rechazadas el 1 de agosto de 2011. BBC News informó el 29 de octubre de 2013 que Sharon Shoesmith recibió un pago de seis cifras por despido improcedente.
También se anunció el 1 de diciembre de 2008 las renuncias del líder del Consejo Laborista, George Meehan, y de la concejala Liz Santry, miembro del gabinete para Niños y Jóvenes. Estos concejales habían rechazado previamente las solicitudes de renuncia durante una reunión del consejo del 24 de noviembre. En abril de 2009, el consejo anunció que su subdirector de servicios para niños, otros dos gerentes y un trabajador social, que habían sido suspendidos en espera de una investigación, también habían sido despedidos.
También se ordenaron otras tres investigaciones:
- Se revisaría el papel de todas las agencias involucradas en el caso de Peter Connelly, incluidas las jurisdicciones de salud, de la policía y del Consejo Haringey.
- El Consejo General de Atención Social analizaría posibles incumplimientos de su código de prácticas.
- Lord Laming llevaría a cabo una revisión a nivel nacional del cumplimiento de sus recomendaciones después de la investigación de Victoria Climbié.

A través de un abogado que actuaba en su nombre, una extrabajadora social de Haringey, Nevres Kemal, envió una carta a la secretaria del Departamento de Salud, Patricia Hewitt, en febrero de 2007, seis meses antes de la muerte de Peter. La carta contenía una acusación de que no se seguían los procedimientos de protección infantil en Haringey. Hewitt no tomó ninguna medida, excepto enviar la carta al DES, ahora Departamento de Niños, Escuelas y Familias (DCSF). El Consejo de Haringey tomó después una medida cautelar contra Kemal, prohibiéndole hablar sobre cuidado infantil en Haringey. El abogado de Kemal declaró: "Hewitt nos hizo saltarnos al DES... el DES nos aconsejó que escribiéramos a la Comisión de Inspección de Asistencia Social a quien habíamos escrito el mismo día que le habíamos escrito a Hewitt, copiando la carta de Hewitt y el material relevante. En ese momento, por supuesto, tenían una medida cautelar contra nosotros, por lo que no podíamos volver a la inspección. La inspección había sido debidamente informada en ese momento y no había hecho nada".
Kim Holt, pediatra consultora, que trabajaba en una clínica administrada por el Hospital de Niños Great Ormond Street en el Hospital St Ann's en Haringey, al norte de Londres, dijo que ella y tres colegas escribieron una carta abierta detallando los problemas en la clínica en 2006. Afirmó que Peter podría haberse salvado si los gerentes hubieran escuchado los temores planteados por los médicos superiores.

## Informe de Lord Laming
Lord Laming publicó su informe "La protección de los niños en Inglaterra: un informe de progreso" el 12 de marzo de 2009. Afirmó que muchas autoridades no habían adoptado las reformas introducidas tras su anterior investigación del bienestar tras la muerte de Victoria Climbié en 2000.

## Acción de difamación por el padre biológico
El 5 de marzo de 2012, el padre biológico de Peter recibió 75,000 £ por daños después de que The People declaró erróneamente en su edición del 19 de septiembre de 2010 que era un delincuente sexual condenado. Los abogados del hombre, conocido solo como "KC", dijeron que los editores de The People eran culpables de "uno de los libelos más graves imaginables". Los editores de MGN se disculparon y se habían ofrecido a los daños.

## Investigación sobre recurrencia
En septiembre de 2015, en una encuesta realizada por la Asociación de Practicantes Comunitarios y Visitantes de Salud, de 751 visitantes de salud encuestados, el 47% pensó que era algo probable o muy probable que se repitiera una muerte similar.

### Casos similares
- Asesinato de Victoria Climbié